# Новогригоровка Первая
Новогриго́ровка Пе́рвая (укр. Новогригорівка Перша) — село в Долинской городской общине Кропивницкого района Кировоградской области Украины.
До 2020 года входило в состав Долинского района
Население по переписи 2001 года составляло 995 человек. Почтовый индекс — 28522. Телефонный код — 5234. Код КОАТУУ — 3521986901.